# Лігота-Замецька
Лігота-Замецька (пол. Ligota Zamecka, нім. Schloß Ellguth) — село в Польщі, у гміні Ключборк Ключборського повіту Опольського воєводства.
Населення — 246 осіб (2011).

## Демографія
Демографічна структура станом на 31 березня 2011 року:
|          | Загалом | Допрацездатний вік | Працездатний вік | Постпрацездатний вік |
| -------- | ------- | ------------------ | ---------------- | -------------------- |
| Чоловіки | 112     | 22                 | 77               | 13                   |
| Жінки    | 134     | 22                 | 86               | 26                   |
| Разом    | 246     | 44                 | 163              | 39                   |